# SIN3B
SIN3B (англ. Paired amphipathic helix protein Sin3a — белок парной амфипатической спирали Sin3b) — белок, кодируемый у человека геном  SIN3B .

## Взаимодействия с другими белками
SIN3B, как было выявлено, взаимодействует с HDAC1, цинковым пальцем и ВТВ доменом, содержащим белок 16, SUDS3 и IKZF1.